# 恩里科·马森
恩里科·马森（德語：Enrico Maaßen，1984年3月10日—）是德国前足球运动员及现任足球教练。他在球员生涯司职中场，所参与过的最高级别赛事僅只到第三级的地区联赛。作为教练，他先是执教地区联赛球队德罗赫特森/阿瑟尔，然后是勒丁豪森和普鲁士多特蒙德二队，後來出任德甲俱乐部奥格斯堡的主教练。

## 球员生涯
马森早年曾辗转效力于格雷沃斯米伦、博比茨和维斯马船锚等俱乐部的青年队。在2003-04赛季，他获提拔至维斯马一线队，并随队夺得第六级的梅克伦堡-前波美拉尼亚协会联赛的冠军，成功升入东北高级联赛。在这项赛事中，马斯于2004-05赛季代表维斯马出场20次，并射入4球。
至2005-06赛季，马森转投同属东北高级联赛的汉莎罗斯托克二队，并在代表该队参加了10场比赛后，又于2006-07赛季再度转战梅克伦堡-前波美拉尼亚协会联赛，加盟格拉夫斯瓦尔德04，同样能够随队赢得冠军并升入东北高级联赛。
马森于2007-08赛季加入了当时仍为第三级的地区联赛球队费尔，在为期一年半的时间内共获得22次出场机会，直至2008-09赛季冬歇期。2009年1月，他转投第五级下萨克森高级联赛球队戈斯拉尔。至赛季结束时，马森在联赛中出场17次，并射入3球。他随队成为了联赛东区冠军，并在与西区冠军VfB奥尔登堡的争夺中获胜，加冕下萨克森冠军后升入北部地区联赛。2009-10赛季，马森共录得21次出场，并射入1球。
在2011-12赛季，马森转会至身处第六级下萨克森州级联赛俱乐部德罗赫特森/阿瑟尔，并随队夺冠及升入下萨克森高级联赛。随着接下来的两个赛季再出战34场并射入4球后，时年30岁的马森于2014年因内韧带和十字韧带两次撕裂而宣布挂靴。

## 教练生涯

### 德罗赫特森/阿瑟尔
2014-15赛季，德罗赫特森/阿瑟尔的体育总监兼投资人里戈·戈森任命马森为俱乐部一线队的新任主教练，当时该队正身处下萨克森高级联赛作赛。马森放开手脚组队，以令人信服的攻势脱颖而出，并表现出了强大的意志和个性。继去季以球员身份随队获得第六名后，马森执教后当即率队以冠军身份升入北部地区联赛。在升级后的首个赛季，他们不但以第四名的成绩成功保级，并且还赢得了2016年下萨克森杯冠军，从而获得了参加2016-17赛季德国足协杯的资格。在这项德国顶级杯赛中，德罗赫特森/阿瑟尔于首轮便遭遇德甲劲旅普鲁士门兴格拉德巴赫，但仅以0比1憾负。在随后的一段时间里，俱乐部成功地在德国第四级联赛中站稳了脚跟。与此同时，马森也在一家健身俱乐部担任兼职。当德罗赫特森/阿瑟尔于2018年再度勇夺下萨克森杯冠军后，功成名就的马森随即选择离队。

### 勒丁豪森
马森于2018-19赛季的新东家是来自西部地区联赛的球队勒丁豪森。在这里，执教工作成为了他的正职。勒丁豪森因前一赛季作为成绩最好的威斯特法伦球队而获得了参加2018-19赛季德国足协杯的资格。然而，该队的防守能力孱弱，去季的失球数位居联赛倒数第四。
根据马森自己的说法，他最初倾向于防守，主要是采用3-4-3阵型，其中也强调压迫和反击。当球队稳定下来后，比赛的重心则放在了控球上。赛季期间，勒丁豪森于德国足协杯首圈以3比2淘汰德累斯顿迪纳摩；第二圈对阵德国班霸拜仁慕尼黑，这支东威斯特法伦球队也仅以1比2小负。2018-19赛季末，阵中前锋西蒙·恩格尔曼以19球荣膺西部地区联赛最佳射手，勒丁豪森则以第三名完赛。此外，该队还在当季首度夺得威斯特法伦杯冠军。由于俱乐部的主场海格-维恩体育场的容量较小，基础设施易于管理，勒丁豪森放弃了申请德丙联赛的参赛牌照。
在2019-20赛季，勒丁豪森于德国足协杯首圈通过点球大战惜败于邻城球队、德甲升班马帕德博恩07。该赛季的前半程创造了勒丁豪森俱乐部历史上第三佳的成绩。继上赛季前半程攫取30分、后半程又狂揽33分之后，勒丁豪森于2019-20赛季又以38个积分结束前半程。直至赛季因新冠疫情而被迫腰斩时，他们仍以26场比赛20胜和场均2.4分的成绩位居榜首，并且也闯入了威斯特法伦杯的半决赛。然而，如同去季一样，勒丁豪森放弃了申请德丙联赛的参赛牌照。与此同时，马森在亨内夫体育学院的亨内斯·魏斯魏勒研究院完成了执业足球教练培训课程，并于2020年8月上旬获得了欧洲足联教练执照。

### 多特蒙德二队
至2020-21赛季，马森转投联赛竞争对手普鲁士多特蒙德二队，并率领该队以西部冠军身份升入德丙。2021-22赛季，多特蒙德二队又在马森的管治下以积分榜第九名完赛，成功实现保级。辅佐他的助理教练是帕斯卡尔·比勒以及在勒丁豪森便一起共事的塞巴斯蒂安·布洛克。

### 奥格斯堡
2022年6月8日，德甲俱乐部奥格斯堡宣布，自2022-23赛季起任命马森为一线队主教练，以接替解约离队的。